# Conus dampierensis
Espèce
Statut de conservation UICN

 LC  : Préoccupation mineure
Conus dampierensis est une espèce de mollusques gastéropodes marins de la famille des Conidae.
Comme toutes les espèces du genre Conus, ces escargots sont prédateurs et venimeux. Ils sont capables de « piquer » les humains et doivent donc être manipulés avec précaution, voire pas du tout.

## Description
La taille d'un coquillage varie entre 23 mm et 34 mm.
La couleur de la coquille est une couleur orange crème avec des taches blanches qui sont dispersées dans la coquille. Le bout de la coquille est pointu au lieu de plat que certains membres de son genre ont. Comme tous les membres de son genre, la coquille de Conus Dampierensis est en forme de cône.

## Distribution
Cette espèce marine est endémique à l'Australie et se trouve au large de l'Australie-Occidentale.

### Niveau de risque d’extinction de l’espèce
Selon l'analyse de l'UICN réalisée en 2011 pour la définition du niveau de risque d'extinction, cette espèce se trouve au large des îles Murion, du cap nord-ouest à l'île Institut (île Cassini). Elle a une gamme de profondeur connue allant de l'intertidal à 56 m. Comme tous les mollusques marins, dont les espèces du genre Conus, les coquilles sont commercialisées pour le marché des collectionneurs. Il n'y a pas de données quantitatives disponibles sur le nombre de coquilles prélevées. Les coquilles de cette espèce sont peu communes sur le marché international des coquillages et leur prix est modéré. Il n'y a pas de menaces majeures connues pour affecter cette espèce. Elle est classée comme étant de préoccupation mineure.

## Taxonomie

### Publication originale
L'espèce Conus dampierensis a été décrite pour la première fois en 1985 par les malacologistes Robin Michael Filmer (1926-2014) et Hendrikus Eduard Coomans (d) (1929-2010) dans la publication intitulée « Beaufortia 35(1): 1-14 »,.

### Synonymes
- Conus (Phasmoconus) dampierensis Filmer & Coomans, 1985 · appellation alternative
- Phasmoconus dampierensis (Filmer & Coomans, 1985) · non accepté

## Identifiants taxonomiques
Chaque taxon catalogué par les bases de données biologiques et taxonomiques possède un identifiant qui permet d'établir un point de référence. Les identifiants de Conus dampierensis dans les principales bases sont les suivants :
AFD : Conus_(Phasmoconus)_dampierensis - CoL : XX9J - GBIF : 5795769 - iNaturalist : 431932 - IRMNG : 10540086 - TAXREF : 155479 - UICN : 192740 - WoRMS : 426473